# Der Busant
Der Busant, aussi connu comme Der Bussard (tous deux des noms allemands pour la buse variable), est un poème narratif en vers en moyen haut allemand contenant 1 074 lignes de couplets rimés. L'histoire est celle d'un amour entre la princesse de France et le prince d'Angleterre, qui s'enfuient pour se marier mais sont séparés lorsqu'une buse vole l'une des bagues de la princesse. Après plus d'un an de séparation, le prince, devenu fou et vivant comme un homme sauvage, et la princesse sont finalement réunis.
Connu d'un unique manuscrit du XVe siècle et de trois fragments, Der Busant est issu d'une tradition thématique d'hommes sauvages, d'oiseaux voleurs et d'aventures d'amants séparés. Il est proche d'autres histoires contemporaines, suggérant une possible origine commune. Cette œuvre a été décrite comme un exemple romanesque du style poétique Märe (de) dont l'impact culturel est visible dans plusieurs tapisseries, de même que dans la possible influence qu'il a eu sur Le Songe d'une nuit d'été de William Shakespeare.

## Tapisseries
Plusieurs représentations du poème ont été produites, incluant une longue tapisserie dont les fragments sont maintenant conservés au Metropolitan Museum of Art à New-York, au Museum für Angewandte Kunst à Cologne, au Victoria and Albert Museum à Londres, au Germanisches Nationalmuseum à Nuremberg, et au musée de Cluny à Paris. Le fragment du Victoria and Albert Museum illustre six scènes, le début de l'histoire. Le fragment du Metropolitan quant à lui montre le prince d'Angleterre sous forme d'homme sauvage, alors que la princesse de France, montée sur son palefroi, trouve refuge chez un homme pauvre,. Le fragment du musée de Cluny montre finalement le tournoi auquel assistent la princesse de France et le prince d'Angleterre, puis son départ.
D'après Jennifer Eileen Floyd, l'existence de telles tapisseries est signe de l'existence d'un marché bourgeois des tentures et tapisseries représentant, entre autres, la chasse; de telles tentures étaient non seulement accessibles aux nobles, mais également aux riches marchands et à la petite noblesse.